# 斎藤みらい
斎藤 みらい（さいとう みらい、1992年7月16日 - ）は、日本の女性ファッションモデル。栃木県出身。

## 略歴
2012年12月に『egg』専属モデルとして活動を開始。
2014年9月から『LARME』レギュラーモデルを中心に活躍。
ダイエット検定1級・2級、ダイエットアドバイザー、肥満予防健康管理士、健康美肌指導士などの資格を持ち、料理上手としても知られる。

## 出演

### 雑誌
- egg（2012年9月 - 2014年6月、大洋図書）- 専属モデル[4]
- LARME（2014年9月 - 、徳間書店）
- 週刊ヤングジャンプ（2017年1月12日、集英社）表紙・巻頭・巻末グラビア[5]
- 週刊ヤングジャンプ（2017年9月21日、集英社）巻末グラビア[6][7]
- 週刊ヤングジャンプ（2018年3月15日、集英社）巻末グラビア[8]
- smart（2018年8月24日、宝島社）
- 週刊プレイボーイ（2018年12月10日、集英社）[9][10]
- 週刊ヤングマガジン（2018年12月22日、講談社）巻末グラビア[11][12]

### 写真集・パーソナルブック
- mirai（2015年5月13日、宝島社）[13]
- PRISM（2018年11月15日、トランスワールドジャパン）[14]

### TV
- Rの法則（2015年12月16日、NHK Eテレ）[15]

### インターネットTV
- オトナ女子会（2016年5月25日、AbemaTV）[16]
- 朗読ソフレ（2016年11月8日、LINE LIVE）[17]

### 広告
- Honey Kiss（2014年6月 - 、SMbrand）イメージモデル[18]
- ETUDEHOUSE「WONDER☆FUNPARK」（2017年3月）Makeup Lookモデル[19]
- 野村アセットマネジメント（2019年1月）情報マガジン2019年度版
- FiNC（2019年2月 - ）アンバサダー
- 謎解きメトロ旅（2019年11月）イメージモデル

### プロデュース
- カラーコンタクトレンズ「chouerie」（2017年8月、SMbrand）[20]

### PV
- 瑠奈「きっとまた...orbit.Massattack from スポンテニア」（2012年9月26日）[21]

### イベント
- GIRL'S BLOGGER STYLE 2013 A/W（2013年8月20日）[22]
- Yahoo!検索きせかえテーマ with ペコテールペコちゃん（2014年9月6日）[23]
- WEGO原宿コセイEXPO -SPECIAL EVENT-（2014年9月29日）[24]
- Like it!!+PLUS（2014年12月21日）[25]
- 渋原COLLECTION（2015年8月17日）[26]
- NEW”KAWAII”PARTY X’mas Special Party（2015年12月19日）[27]
- Rakuten GirlsAward 2017 AUTUMN/WINTER（2017年9月16日）[28]